# Can Prat
Pequeña urbanización situada al noroeste del casco antiguo de Llissa de Vall en la que viven aproximadamente unas 655 personas. Consta de un casal, propiedad del ayuntamiento, dos parques para que puedan jugar los niños, una pista de baloncesto, una mesa de ping pong y tres pistas de tenis situadas dentro del recinto del casal. Además, a menudo, hay actividades para la gente joven i de mediana edad.
- Datos: Q5746247